# Serpentine Pipehead Dam
Serpentine Pipehead Dam är en dammbyggnad i Australien. Den ligger i kommunen Serpentine-Jarrahdale och delstaten Western Australia, omkring 50 kilometer söder om delstatshuvudstaden Perth.
Runt Serpentine Pipehead Dam är det glesbefolkat, med 12 invånare per kvadratkilometer.. Närmaste större samhälle är Byford, omkring 18 kilometer norr om Serpentine Pipehead Dam.
I omgivningarna runt Serpentine Pipehead Dam växer huvudsakligen savannskog. Genomsnittlig årsnederbörd är 951 millimeter. Den regnigaste månaden är september, med i genomsnitt 168 mm nederbörd, och den torraste är februari, med 12 mm nederbörd.